# Leonardo Leo
Leonardo Leo (San Vito degli Schiavoni, 5 augustus 1694 - 31 oktober 1744), tevens Lionardo Oronzo Salvatore de Leo genaamd, was een Italiaans componist van barokmuziek.

## Biografie
Leo werd geboren in San Vito degli Schiavoni (het huidige San Vito dei Normanni, provincie Brindisi), toentertijd een deel van het Koninkrijk Napels. Hij was student aan het Conservatorio della Pietà dei Turchini in Napels in 1703, en was er leerling van Andrea Basso en later van Nicola Fago. Men denkt dat hij tevens een leerling van Giuseppe Ottavio Pitoni en Alessandro Scarlatti is geweest; zekerheid hieromtrent is er echter niet, hoewel hij ongetwijfeld beïnvloed werd door hun composities. Zijn vroegst bekende werk was een heilig drama, L'infedelta abbattuta, uitgevoerd door zijn collega-studenten in 1712. In 1715 werd hij zelf leraar aan het bovengenoemde conservatorium. In 1713 werd Leonardo Leo benoemd tot organist aan de Onderkoninklijke Kapel in Napels.
In 1714 produceerde hij aan het hoftheater de opera Pisistrato, die alom werd bewonderd. Hij bleef werkzaam bij de Koninklijke Kapel, en bleef tevens schrijven voor het toneel. Daarnaast bleef hij lesgeven aan het conservatorium. Na het toevoegen van komische scènes aan de opera Bajazette van Francesco Gasparini in 1722 heeft hij zelf komische opera's geschreven in de Napolitaanse stijl zoals La'mpeca scoperta in 1723, en L'Alidoro in 1740. Na 1725 werd hij echter overschaduwd door de bekende componisten Johann Adolf Hasse en Leonardo Vinci. Leonardo Leo was een van de meest representatieve componisten van de Napolitaanse School op het gebied van kerkmuziek en komische opera's.
Zijn beroemdste komische opera was Amor vuol sofferenze (1739), beter bekend als La Finta Frascatana. Hij werd tevens erkend als een componist van ernstige opera. Demofoonte (1735), Farnace (1737) en L'Olimpiade (1737) zijn de meest bekende werken in dit genre. Het meest bekend is hij als componist van geestelijke muziek.
Leo was de eerste van de Napolitaanse School die een volledige beheersing had over het moderne harmonische contrapunt. Zijn gewijde muziek is meesterlijk en waardig, sterk gepassioneerd, en vrij van de sentimentaliteit die wel aanwezig is in het werk van onder andere Francesco Durante en Giovanni Battista Pergolesi. Zijn serieuze opera's zijn koud en kenmerken zich door de ernstige stijl, maar in zijn komische opera's toont hij een groot gevoel voor humor. Zijn ensemblebewegingen zijn vurig, maar komen nooit tot een sterke climax.
Leonardo Leo stierf op 50-jarige leeftijd aan een beroerte, terwijl hij zich op dat moment bezighield met de samenstelling van nieuwe aria's voor een revival van La Finta Frascatana.
Karakteristieke voorbeelden van zijn geestelijke muziek zijn onder andere het "Dixit Dominus" en het "Salve Regina". Verscheidene aria's uit zijn opera's zijn toegankelijk in moderne edities. Belangrijk en de laatste tijd weer meer gespeeld zijn zijn celloconcerten.

## Opera's
- Sofonisba (Napels, Teatro San Bartolomeo, 1719)
- Cajo Gracco (Teatro San Bartolomeo, 1720)
- Bajazette (1722)
- Tamerlano (Rome, 1722)
- Timocrate (Venetië, 1723)
- Zenobia in Palmira (Napels, Teatro San Bartolomeo, 1725)
- Astianatte (1725)
- La somiglianza (Napels, Teatro dei Fiorentini, 1726)
- Orismene, overo dagli sdegni gli amori (Napels, Teatro Nuovo, 1726)
- Ciro riconosciuto (1727)
- Argene (1728)
- La Zingara (intermezzo, 1731)
- Intermezzi per l'Argene (1731)
- Catone (Venetië, 1732)
- Amore dà senno (Napels, Teatro Nuovo, 1733)
- Emira (met intermezzi door Ignazio Prota, 1735)
- La Clemenza di Tito (1735)
- Onore vince amore (Napels, Teatro dei Fiorentini, 1736)
- La Simpatia del sangue (1737)
- Siface (1737)
- Festa teatrale (1739)
- La Contesa dell'Amore e della Virtu (1740)
- Alessandro (1741)
- Demoofonte (1741)
- Andromaca (1742)
- Vologeso (1744)
- Amor vuol Sofferenza (opera seria)
- Artaserse
- Lucio Papirio
- Arianna e Teseo (cantate teatrale)
- L'Olimpiade
- Evergete
- Il matrimonio anascoso
- Alidoro
- Alessandro nell'Indie
- Il Medo
- Nitocri, regina di egitto
- Il Pisistrate
- Il trionfo di Camillo
- Le nozze di Psiche
- Achille in Sciro

- Biblioteca Nacional de España: XX1535965
- Bibliothèque nationale de France: cb138965537 (data)
- Catàleg d'autoritats de noms i títols de Catalunya: 981058617622606706
- CiNii: DA10722307
- Gemeinsame Normdatei: 118779524
- International Standard Name Identifier: 0000 0000 8343 8649
- Library of Congress Control Number: n81035960
- Nationale Bibliotheek van Letland: 000044304
- MusicBrainz: 5afca891-8965-4cf6-a9c2-f0cc7d3c64a3
- Bibliotheek van het Japanse parlement: 001292272
- Nationale Bibliotheek van Tsjechië: jn20030507001
- Nationale bibliotheek van Australië: 35765692
- Nationale Bibliotheek van Israël: 987007274198605171
- Nationale Bibliotheek van Polen: a0000001285717
- Nederlandse Thesaurus van Auteursnamen: 073351458
- Istituto Centrale per il Catalogo Unico: LO1V131331
- SNAC: w6vx0tzc
- Système universitaire de documentation: 077907124
- Trove: 1077429
- Virtual International Authority File: 56796786
- WorldCat: E39PBJd8b4rd67c3r8hBt7JdQq